# Yolanda de Dreux, duquesa de Borgoña
Yolanda de Dreux o Violante de Dreux (9 de marzo de 1213-30 de octubre de 1248) fue la primera esposa de Hugo IV de Borgoña (1213-1271), que fue duque de Borgoña entre 1218 y 1271. 

## Biografía
Fue la mayor de los tres hijos del conde Roberto III «Gasteblé» de Dreux y de Braine, y su esposa Aeonor, señora de Saint-Valery.

## Descendencia
Los hijos de Yolanda con Hugo IV de Borgoña fueron:
- Margarita (1229-1277), señora de Molinot. Se casó con Guillermo, conde de Mont-Saint-Jean.
- Odón (1230-1266), conde de Nevers, Tonnerre y Auxerre. Se casó con Matilde II de Dampierre.
- Juan (1231-1268), conde de Charolais. Se casó con Inés de Dampierre y tuvo a Beatriz de Borgoña, heredera de Borbón (a través de Inés).
- Adelaida (1233-1273), se casó con el duque Enrique III de Brabante
- Roberto II (1248-1306), duque de Borgoña. Se casó con Inés de Francia.

| Predecesor: Alicia de Vergy | Duquesa consorte de Borgoña 1229-30 de octubre de 1248 | Sucesor: Beatriz de Navarra |